# Deutereulophus pecki
Deutereulophus pecki är en stekelart som beskrevs av Schauff 2000. Deutereulophus pecki ingår i släktet Deutereulophus och familjen finglanssteklar. Inga underarter finns listade i Catalogue of Life.